# Dingoo
La Dingoo A320 es una videoconsola portátil de videojuegos de pequeño tamaño y de desarrollo abierto, fabricada en China, con múltiples capacidades
multimedia y de emulación.
Actualmente hay dos colores disponibles, blanco y negro.

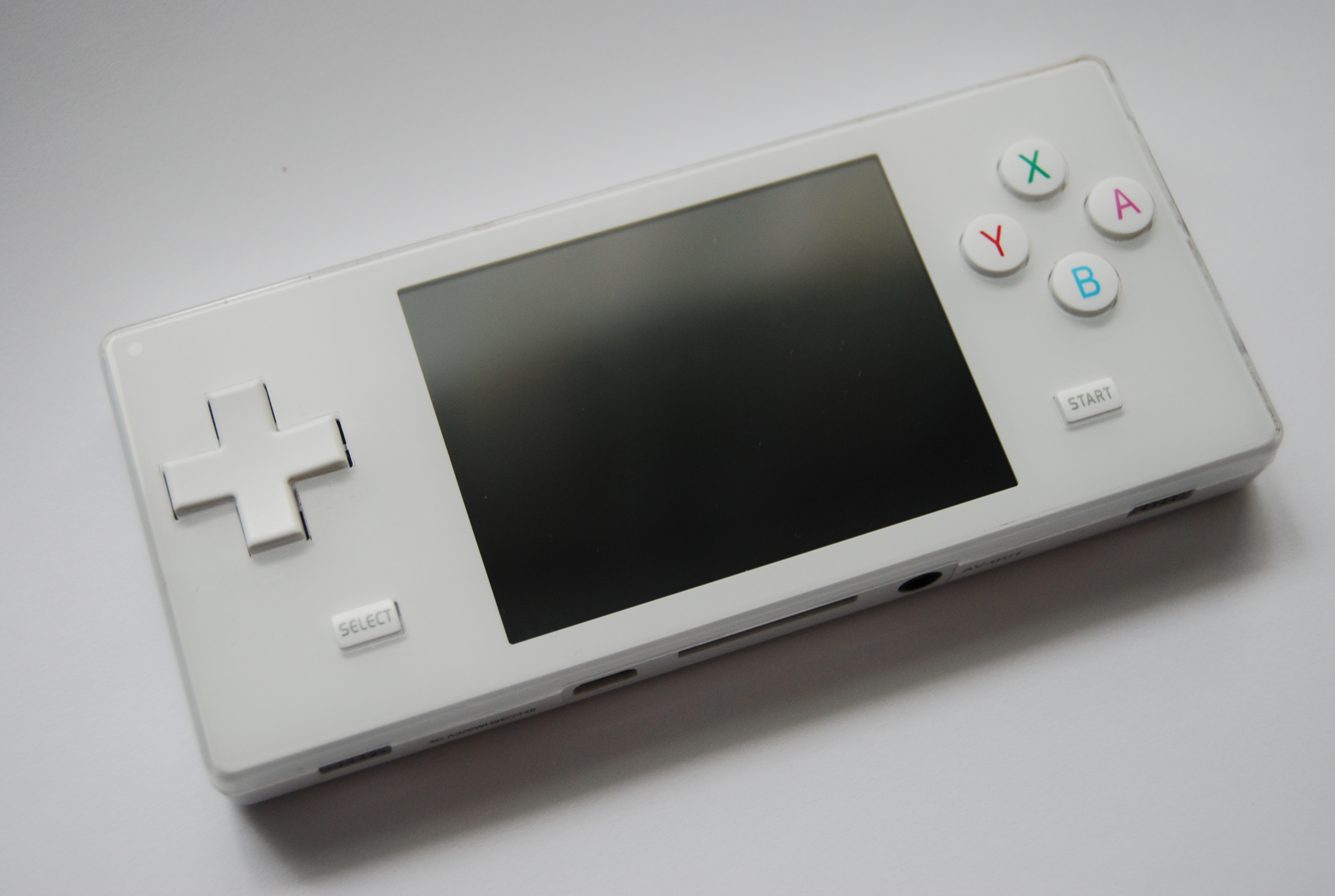
Dingoo A320

## Hardware

### Especificaciones
- CPU Ingenic JZ4732 @ 336MHz (Pudiendo ponerse hasta a 500Mhz) (arquitectura MIPS)
- RAM 32MB (Ampliable a 64 Mb con MOD Hardware)
- Almacenamiento Interno 4GB
- Ranura de Expansión MiniSD/SDHC (MicroSD/SDHC con adaptador)
- Interfaz de entrada D-Pad, 2 botones superiores, 4 en el frontal, botones Start & Select, Micrófono.
- Interfaz de salida Altavoces Stereo, Salida para auriculares de 3.5mm y salida de TV con cable incluido
- Pantalla LCD 2.8", resolución 320x240, 16M de colores
- Batería 3.7V 1700mAH (6.29WH) Li-Ion, aproximadamente 7 horas de duración
- Formatos de Video RM, MP4, 3GP, AVI, ASF, MOV, FLV, MPEG, RMVB
- Formatos de Audio MP3, WMA, APE, FLAC, RA
- Radio Sintonizador FM Digital, sin necesidad de conectar auriculares
- Grabación Permite grabación tanto de voz como de la radio
- Software Disponible SDK libre
- Dimensiones 12,49cm x 5,51cm x 1,49cm
- Peso 326 g

## Juegos
Juegos originales 3D que vienen de fábrica:
- 7 Days salvation
- Ultimate Drift
- Dream Drift
- Dingoo Snake
- Amiba's Candy
- Hell Striker
- Decollation Warrior

## Juegos Dingux
- Meritous
- The Legend of Zelda: Return of the Hylian, Oni Link Begins
- Zelda Time to Triumph 3T
- Astro Lander
- Beat2x
- BattlePong
- Brickout
- Super Transball
- TecnoballZ
- xRickoo

## Juegos Portados Dingux
- Elder Scrolls: Arena
- Heroes of Might and Magic II (fheroes2)
- Another World (RAW)
- Legend of Sword (sdlpal)
- Marathon  (Aleph One)
- C-Dogs (C-Dogs SDL)
- Doom (CZDoom)
- Descent 1 (d1x-rebirth)
- Descent 2 (d2x-rebirth)
- Duke Nukem(DaveGnukem)
- Duke nukem 3d (eduke32)
- Wolfenstein
- Heretic
- Tyrian(Open-Tyrian)
- Liero (open Liero)
- Powermanga
- Quake(Quake(SDL))
- Rise of the Triad
- Shadow Warrior
- Beats Of Rage (OpenBOR)
- Flashback (REminiscence)

## Emuladores oficiales
Emuladores oficiales para el sistema operativo nativo:
- GBA (Gameboy Advance)
- NES (Nintendo Entertainment System / Famicom)
- NeoGeo
- SNES (Super Nintendo /SMC/SFC)
- CPS1/CPS2
- Sega Mega Drive/Genesis (SMD)

## Emuladores Dingux
- Amiga 500
- Amstrad CPC
- Atari:130/800/2600/5200/7800/Lynx/ST
- Centipede and Millipede
- Colecovision
- Game Boy y Game Boy Color
- Game boy advance
- CPS-1
- CPS-2
- Neo-Geo
- Intellivision
- Magnavox Odyssey²
- MAME
- Neo Geo Pocket
- PC Engine
- Megadrive y Mega CD (Picodrive)
- Master System y Game Gear
- MSX
- MS-DOS (Dosbox)
- Nintendo NES
- PlayStation (solo algunos juegos, emulador en fase de desarrollo)
- ScummVM
- Sinclair ZX Spectrum
- Super Nintendo (Snes9x)
- Texas Instruments TI-99/4A
- Thomson TO7
- VMU (Sega Visual Memory Unit)
- WonderSwan y WonderSwan Color

### Video
- Formatos de video: RMVB, RM, AVI, WMV, FLV, MPEG, DAT, MP4, ASF
- Resolución máxima: 320*240

### Audio
- Formatos de audio: MP3, WMA, APE, FLAC, RA
- Canales: Stereo

### Imagen
- Formatos de imagen JPG, BMP GIF, PNG

### Otros
- Soporta ficheros flash SWF

## Firmwares

### Firmware oficial
- Firmware V1.01
- Firmware V1.02
- Firmware V1.03
- Firmware V1.10
- Firmware V1.11
- Firmware V1.20
- Firmware V1.22

### Firmware no oficial
El Team Dingoo ha lanzado el primer firmware modificado con la posibilidad de que el usuario añada temas. El sistema de ficheros se movió desde una parte oculta de la memoria a otra visible, permitiendo a los usuarios cambiar el aspecto gráfico. Todos ellos han sido modificados a partir del firmware original 1.03:
- a320-1.03TD-3
- a320-1.03TD-2
- a320-1.03TD-1

### Linux
El 18 de mayo de 2009, Booboo publicó un núcleo Linux, alojándolo en Google Code. Posteriormente, el 24 de junio publica un sistema de arranque dual llamado "Dingux". Este firmware permite elegir entre el sistema nativo o la distribución Linux cada vez que se enciende la consola con solo pulsar el botón select.
A partir de estos avances, se han creado todo un repertorio de juegos, emuladores y aplicaciones, así como se ha podido portar juegos míticos como el Doom y Quake y emuladores de las consolas más populares como SNES, Megadrive e incluso Mame, 
También se han podido portar librerías y programas desde Linux a Dingoo como: MPlayer, Python, Pygame, DOSBox o Gmu Music Player.
Más adelante se han desarrollado diferentes versiones del núcleo ofreciendo mejoras, el usuario SiENcE's las ha reunido todas en el mismo núcleo ofreciendo las siguientes características:
- Salida de televisión
- Activación de RTC Reloj en tiempo real,
- Soporte en núcleo de Swap de 64 MB (permitiendo cargar aplicaciones por encima del umbral de los 32 MB)
- Apagado normal de la consola
- Reinicio seguro, (select+start+power)
- Compatibilidad con virtual mouse(necesario para cargar juegos de MS-DOS compatibles con ratón.